# Liste der Kellergassen in St. Pölten
Die Liste der Kellergassen in St. Pölten führt die Kellergassen in der niederösterreichischen Statutarstadt St. Pölten an.
| Foto |                 | Kellergasse                           | Standort                 | Beschreibung |
| ---- | --------------- | ------------------------------------- | ------------------------ | --- |
| ja   | Datei hochladen | Weiterner Kellerweg/Mamauer Kellerweg | KG: St. Pölten Standort  | Die Kellergasse ist ein beidseitiges Kellergassensystem in Graben- und Hohlweglage. Sie besteht aus 45 Gebäuden und hat eine Länge von 380 Metern. |
| ja   | Datei hochladen | Finkensteinweg/Pittnerberg            | KG: St. Pölten Standort  | In einem tiefen Graben am nordwestlichen Ortsrand befinden sich einseitig auf 80 Meter Länge einige Keller, vorwiegend in Schildmauerform. Der Weg hieß, nach dem Keller von Franz Pittner ursprünglich Pittnerberg und ist seit 1996 nach der damals im Besitz des Investors eines Wohnhauses befindlichen Burgruine Finkenstein benannt. |
| BW   | Datei hochladen | Kellergasse Pengersdorf               | KG: Pengersdorf Standort | Knapp nördlich der Ortschaft liegen einige Keller weit verstreut über 400 Meter Länge in Hanglage oder an Geländekanten. |
| ja   | Datei hochladen | Bei der Kirche (Waitzendorf)          | KG: Waitzendorf Standort | Die Kellergasse (Wittgensteinstraße) ist eine einseitige Einzelkellergasse an einer Geländekante. Sie besteht aus 6 Gebäuden und hat eine Länge von 80 Metern. |
| ja   | Datei hochladen | Wasserburger Kellergasse              | KG: Wasserburg Standort  | Die 150 Meter lange einseitige Kellergasse an einer Geländekante befindet sich südöstlich außerhalb von Wasserburg. |

| Foto:                    | Fotografie der Kellergasse (Gesamtheit). Klicken des Fotos erzeugt eine vergrößerte Ansicht. Daneben finden sich zwei Symbole: \| Weitere Bilder vorhanden \| Das Symbol bedeutet, dass weitere Fotos des Objekts verfügbar sind. Durch Klicken des Symbols werden sie angezeigt. \| \| Eigenes Foto hochladen \| Durch Klicken des Symbols können weitere Fotos des Objekts in das Medienarchiv Wikimedia Commons hochgeladen werden. \| |
| Name:                    | Bezeichnung der Kellergasse |
| Standort:                | Es ist die Katastralgemeinde (KG) angegeben. Durch Aufruf des Links Standort wird die Lage der Kellergasse in verschiedenen Kartenprojekten angezeigt. |
| Beschreibung             | Kurze Beschreibung der Kellergasse |
| Weitere Bilder vorhanden | Das Symbol bedeutet, dass weitere Fotos des Objekts verfügbar sind. Durch Klicken des Symbols werden sie angezeigt. |
| Eigenes Foto hochladen   | Durch Klicken des Symbols können weitere Fotos des Objekts in das Medienarchiv Wikimedia Commons hochgeladen werden. |